# Alltel
Alltel – byłe amerykańskie przedsiębiorstwo telefonii komórkowej z siedzibą w Little Rock w Arkansas. Alltel oferował serwis dla klientów indywidualnych, jak i korporacyjnych na terenie całych Stanów Zjednoczonych, głównie dzięki serii umów roamingowych z innymi firmami oferującymi usługi telefonii komórkowej. Łącznie z układem własnych nadajników działającą w 34 stanach, Alltel posiadał największą sieć telekomunikacyjną w kraju. Przedsiębiorstwo miało w planach również objąć swoim zasięgiem teren Meksyku i południowej Kanady.
W 2007 roku przychody przedsiębiorstwa osiągnęły pułap 8,8 miliarda dolarów przy 13 milionach klientów. Biorąc pod uwagę zasięg telefonii, Alltel wygrywał z konkurencją, jednak pod względem klientów, Alltel zajmował piąte miejsce w skali krajowej. Operator skupiał się na małych i średnich miastach, gdzie najczęściej nie dochodził sygnał pozostałych sieci. Potęga Alltel opierała się na serii fuzji i przejęć, jakich dokonywano w ciągu ostatnich kilkudziesięciu lat. W 2006 roku, Alltel dodał 640 000 użytkowników sieci, co było 87% wzrostem w porównaniu do roku poprzedzającego. Jednym z powodów nagłej ekspansji było przejęcie w 2005 roku Western Wireless. Przedsiębiorstwo również zyskało 500 000 klientów dzięki przejęciu Midwest Wireless, First Cellular Of Southern Illinois, Virginia Cellular i Cellular One w Amarillo, Teksas.